# ماه‌تامان
ماه‌تامان (به انگلیسی: Mahtaman) یک روستا در پاکستان است که در پنجاب واقع شده‌است. ماه‌تامان ۱۷۷ متر بالاتر از سطح دریا واقع شده‌است.